# Гусиное Озеро (село)
Гуси́ное О́зеро (бур. Тамча) — село в Селенгинском районе Бурятии. Административный центр сельского поселения «Гусиное Озеро». С 1941 по 2005 год — посёлок городского типа.
Население — 2935 чел. (2010), второе место в районе после города Гусиноозёрска. В селе — железнодорожная станция ВСЖД Гусиное Озеро.

## География
Село расположено в 45 км от районного центра, города Гусиноозёрска, на юго-западном берегу Гусиного озера, при впадении реки Цаган-Гол, на северной окраине Тамчинской равнины.

## История
В 1741 году у реки Темник был основан буддийский монастырь — дацан. Позднее его перенесли на юго-западный берег Гусиного озера в местность Тамчу. В 1809 году Тамчинский дацан стал духовным центром бурятского буддизма. Вокруг монастыря вырос улус Тамча.
Сосланный в ссылку в Селенгинск декабрист Н. А. Бестужев опубликовал в 1852 году этнографический очерк «Гусиное озеро», где описывается и Тамчинский дацан.
В апреле 1917 года Тамча стала центром Селенгинского аймака провозглашённой на I съезде бурят национальной автономии в составе Забайкальской области. Летом 1917 года в Тамчинском дацане проходил II общебурятский съезд.
В 1920 году аймачный центр был переведён в Селендуму. В августе 1921 года улус на короткое время занял отряд барона Унгерна.
В 1928 году аймачный центр вновь перенесён в Тамчу. Осенью этого года в Тамчинском дацане проходили съёмки фильма «Потомок Чингисхана».
В 1933 году принято решение о переводе аймачного центра в Новоселенгинск. В начале 1930-х в Тамче открыт сельскохозяйственный техникум.
В 1939 году близ Тамчи была основана станция Гусиное Озеро на новой железнодорожной ветке Улан-Удэ — Наушки Восточно-Сибирской железной дороги. При станции вырос посёлок, включивший в себя улус, ставший в 1941 году рабочим посёлком Гусиное Озеро.
20 марта 1941 года началось строительство автодороги Тамча — Новоселенгинск.
26 июня 1941 года присвоен статус рабочего посёлка.
В октябре 1964 года началось регулярное пассажирское движение поездов Улан-Удэ — Гусиное Озеро.
17 марта 2005 года рабочий посёлок Гусиное Озеро преобразован в село.
В ноябре 2015 года была построена автодорога протяжённостью 17 км от региональной трассы Р440 Гусиноозёрск — Закаменск к Тамчинскому дацану.

## Население
| 1959 | 1970  | 1979  | 2002  | 2005  | 2010  |
| ---- | ----- | ----- | ----- | ----- | ----- |
| 5347 | ↘4292 | ↘4238 | ↘3092 | ↘3000 | ↘2935 |

## Инфраструктура
Средняя общеобразовательная школа, детский сад, почтовое отделение, дом культуры, врачебная амбулатория.

## Объекты культурного наследия
- Тамчинский дацан — один из старейших сохранившихся буддийских монастырей (дацанов) России. Памятник истории и архитектуры.

## Происшествия
20 июля 2001 года произошёл крупный пожар на армейских складах недалеко от села.